# Lespedeza cyrtobotrya
Lespedeza cyrtobotrya ist eine Pflanzenart in der Gattung Buschklee (Lespedeza) innerhalb der Familie der Hülsenfrüchtler (Fabaceae).

## Beschreibung

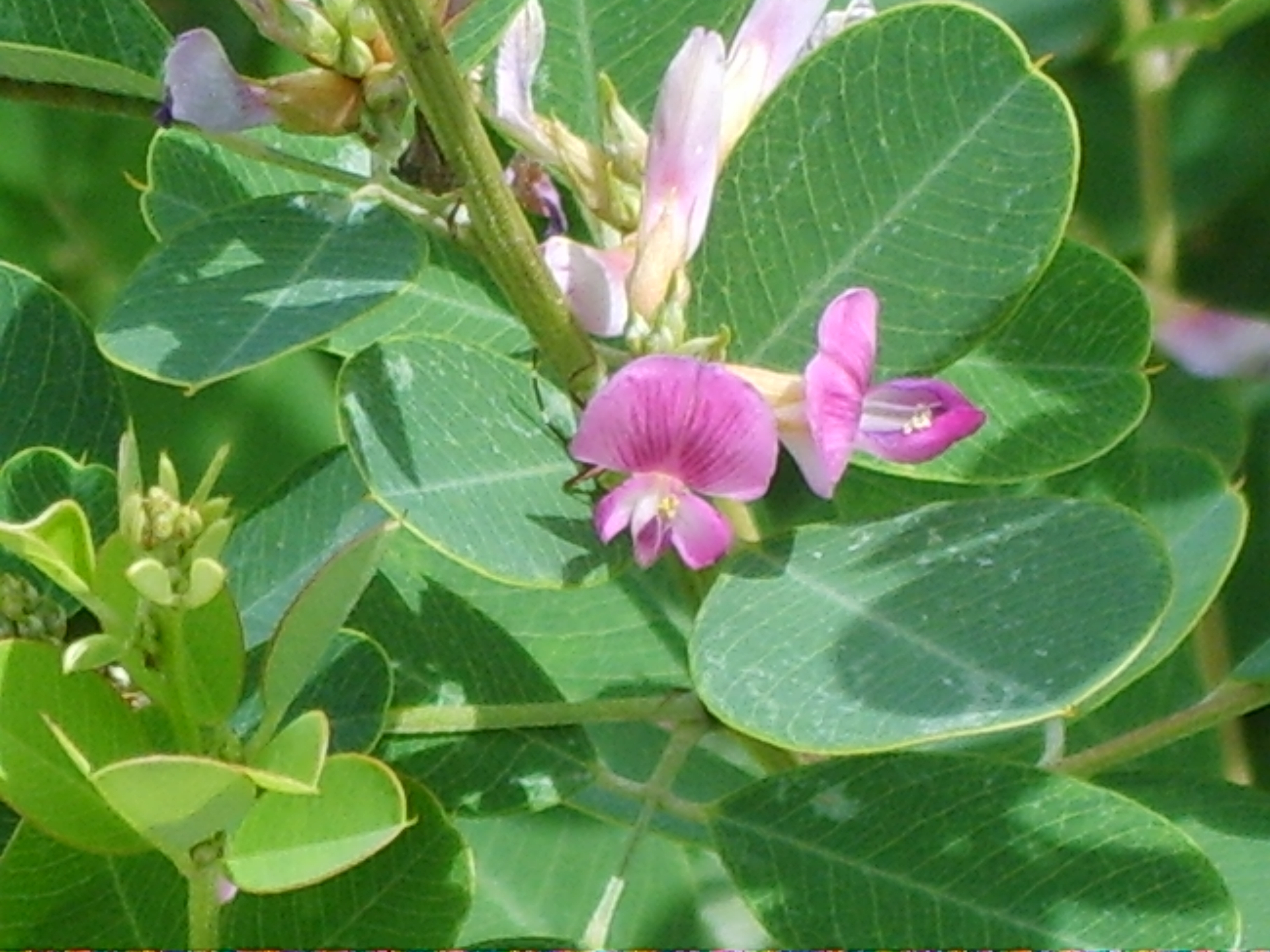
Blätter und Blüten

Lespedeza cyrtobotrya ist ein aufrechter, stark verzweigter Strauch, der Wuchshöhen von 1 bis 3 Meter erreicht. Die Zweige sind behaart. 
Die Laubblätter sind dreifiedrig. Der Blattstiel ist 1 bis 2,5 Zentimeter lang. Die ganzrandigen, abgerundeten bis eingebuchteten und stachelspitzigen Blättchen sind eiförmig bis verkehrt-eiförmig oder elliptisch. Das Terminale ist 1,5 bis 4,5 × 1 bis 3 Zentimeter groß. 
Der Blütenstand ist eine achselständige Traube und meist kürzer als die Blätter, selten ungefähr genauso lang. Der Blütenstandsstiel ist kurz oder der Blütenstand ist fast sitzend. Der Blütenstiel ist kurz und weiß behaart. Der Kelch ist 2 bis 2,5 Millimeter groß und fünflappig. Die Lappen sind lanzettlich. Die Krone der Schmetterlingsblüte ist rötlich-violett und ist etwa 1,1 Zentimeter lang. Die Fahne ist verkehrt-eiförmig, ihre Basis ist genagelt. Die Flügel sind länglich und ungefähr ein Drittel kürzer als Fahne und Schiffchen. Ihre Basis ist deutlich geöhrt und genagelt. Das Schiffchen ähnelt der Fahne. Auch seine Basis ist geöhrt und genagelt. 
Die Hülse ist rundlich, leicht abgeflacht, 6 bis 7 × ungefähr 5 Millimeter groß, behaart und netzartig geadert.
Die Art blüht von Juli bis August und fruchtet im September.
Die Chromosomenzahl beträgt 2n = 22.

## Verbreitung
Die Art wächst an Berghängen, in Gebüschen und in Wäldern in Höhenlagen unter 1500 Meter. Sie kommt in Japan, Korea, Russland und China (Gansu, Guangdong, Hebei, Heilongjiang, Henan, Jiangxi, Jilin, Liaoning, Shaanxi, Shanxi und Zhejiang) vor.

## Systematik
Lespedeza cyrtobotrya wurde 1867 von Friedrich Anton Wilhelm Miquel in Annales Musei Botanici Lugduno-Batavi Band 3 Seite 48 erstbeschrieben.

## Nutzung
Die Zweige werden zur Herstellung von Körben verwendet, die Blätter als Viehfutter.